# Davide Abbatescianni

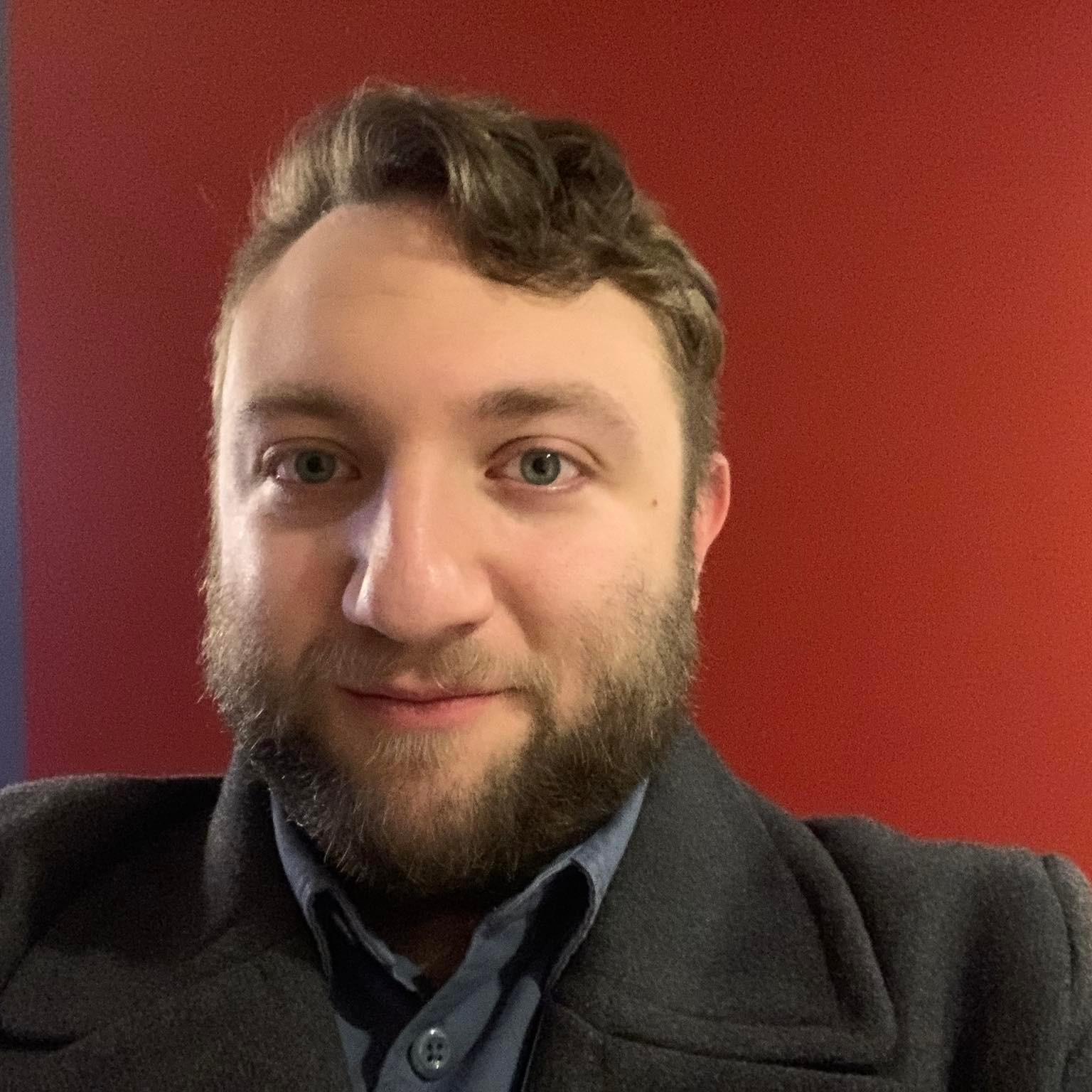
Davide Abbatescianni

Davide Abbatescianni (* 16. September 1991 in Bari) ist ein italienischer Journalist und international tätiger Filmkritiker. Zudem realisierte er mehrere Kurzfilme.

## Leben
Davide Abbatescianni wurde 1991 in der italienischen Hafen- und Universitätsstadt Bari geboren, lebt in Rom und schreibt als Auslandskorrespondent für das Online-Filmmagazin Cineuropa. Zudem ist er als Journalist und Filmkritiker für Documentary Magazine, The Calvert Journal, The New Arab, Variety, New Scientist, POV Magazine, Reader’s Digest, Filmexplorer, Business Doc Europe, Cinemafemme.com, die Nordisk Film & TV Fond website und Film Ireland tätig.
Er studierte an der Baltic Film and Media School der Universität Tallinn sowie am University College Cork.
Abbatescianni ist für Irland als Einzelmitglied in der FIPRESCI tätig. Zudem ist er Mitglied der International Cinephile Society (ICS), der Europäische Filmakademie (EFA), der Federation of Film Critics of Europe and the Mediterranean (FEDEORA) und des European Network for Cinema and Media Studies (NECS).
Abgesehen von seiner Tätigkeit als Filmkritiker drehte Abbatescianni auch selbst mehrere Dokumentarkurzfilme. Seit 2024 ist er zudem als Programmgestalter für das Torino Film Festival tätig.

## Auszeichnungen

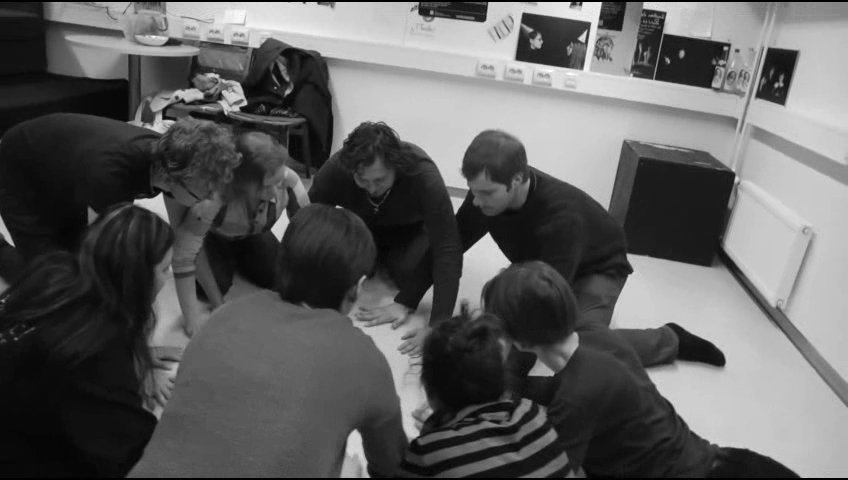
Im Jahr 2014 drehte Davide Abbatescianni den Kurzdokumentarfilm Elements of Rehearsal in the Bleak Midwinter

International Film Festival for Children and Youth Isfahan
- 2017: Nominierung als Bester internationaler Kurzfilm (Leshy)[3]